# Classeur
Pour un usage européen, voir Cartable.

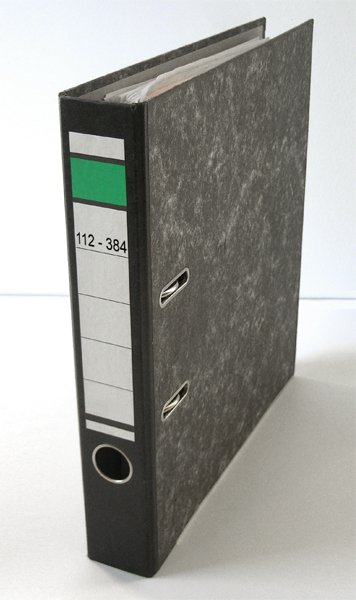
Un classeur à anneaux.

Un classeur, appelé cartable au Canada francophone et farde en Belgique, est un type de porte-documents qui permet de ranger des feuilles de papier de même taille. Il est aussi bien utilisé en tant que matériel scolaire que de matériel de bureau.
Un intercalaire est destiné à séparer plusieurs parties dans un classeur.
Un classeur, au Canada, c'est aussi un meuble de classement de papiers voir filière

## Histoire
Le classeur a été inventé en 1886 par Friedrich Soennecken, entrepreneur et inventeur de Bonn, Allemagne, qui a également inventé la perforatrice associée. Il a ensuite été amélioré par jusqu'à sa forme actuelle par Louis Leitz et son entreprise du même nom à Stuttgart-Feuerbach. L'entrepreneur de Göttingen Emil Mehle a créé un classeur similaire, breveté en 1905. Les dossiers "MEHLE" étaient répandus dans toute l'Allemagne. Enfin, Erich Kraut avec la société ELBA à Wuppertal, a breveté les fentes pour les anneaux en 1953. 
Au milieu du XXe siècle, la demande de systèmes de classement augmente rapidement et avec elle la production de classeurs . 

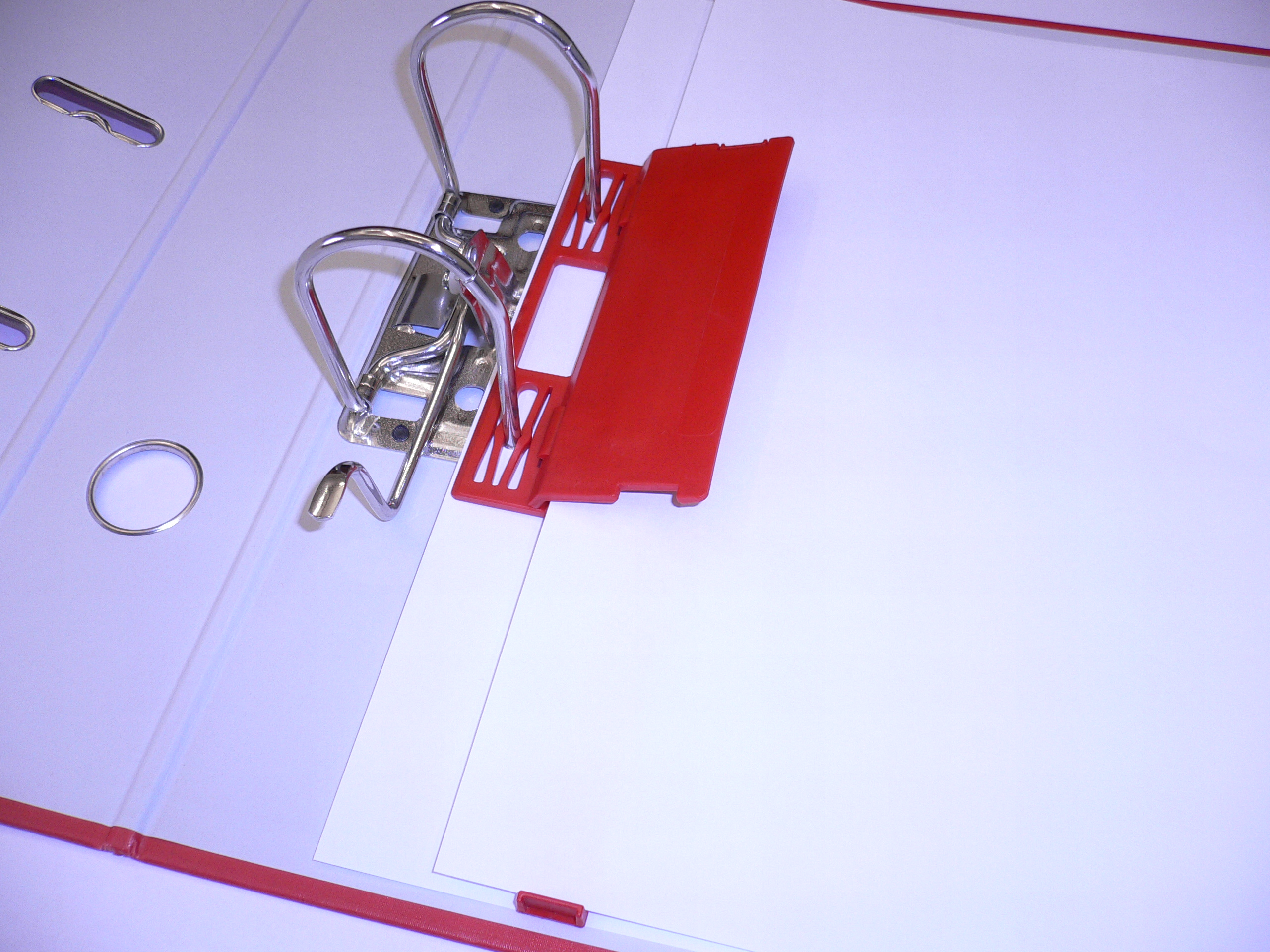
Détail d'un classeur à levier.

Herlitz AG à Berlin a produit plus de 90 millions de classeurs en 2007, ce qui en fait le leader mondial de la fabrication. En 2005, Leitz a présenté un nouveau mécanisme de levier dans lequel le levier peut être ouvert de 180° afin que le levier ouvert ne bloque plus la moitié gauche de l'anneau. 
En Suisse, les classeurs ont été produits pour la première fois en 1908 par le fabricant de livres d'écriture comptable et d'article en papier de Bienne, plus tard Biella, fondée en 1900. Biella n'a fait protéger ses classeurs en tant que marque qu'en 1989.